# Getränkewelt
Die Getränkewelt GmbH ist ein deutsches Getränke-Handelsunternehmen. Sie betreibt 80 Getränkefachmärkte in Sachsen, Sachsen-Anhalt, Thüringen, Nordrhein-Westfalen und Schleswig-Holstein. Damit zählt das Unternehmen zu den großen Getränkefachmärkten in Deutschland.
Die Getränkewelt gehört zur Unternehmensgruppe Splendid Drinks mit Sitz in Chemnitz/Grüna.

## Geschichte
1995 wurde die erste Filiale der Getränkeeinzelhandelsmarke „Getränkewelt“ in Chemnitz eröffnet. Noch im selben Jahr entstanden zwei weitere Märkte. Über Zukäufe und Eröffnungen wuchs Getränkewelt als Teil von Getränke Pfeifer das Filialnetz auf 60 Märkte in drei Bundesländern an. Seit 2013 wurde das Konzept der Getränkewelt in Bezug auf Ladendesign, Sortimentsauswahl und Service überarbeitet. 2014 wurde durch die Übernahme des Onlineshops wein-gcp.de ein weiterer Absatzkanal erschlossen.
In Zusammenhang mit der Übernahme von Pfeifer durch Splendid Drinks wuchs Getränkewelt um weitere Märkte. Heute stellt Getränkewelt das Geschäftsfeld Getränkeeinzelhandel von Splendid Drinks dar.